# Antônio Martins
Antônio Martins é um município do estado do Rio Grande do Norte, no Brasil. De acordo com o Instituto Brasileiro de Geografia e Estatística (IBGE), no ano de 2010 sua população era de 6 907 habitantes. Área territorial é de 245 km². O município foi desmembrado de Martins em 8 de maio de 1962, por meio da lei estadual nº 2.754. Esta lei foi declarada inconstitucional pelo Tribunal Regional Eleitoral do Rio Grande do Norte, sendo porém, a criação e emancipação do município ratificada em 26 de março de 1963, por meio da lei estadual de nº 2.851, e a nova entidade instalada solenemente a 4 de abril do mesmo ano.

## História
A história de Antônio Martins começou a ser escrita pelos indígenas Icozinhos e Janduís, que deixaram por todo território municipal, marcas de suas passagem em diversos sítios arqueológicos da região, sendo os mais conhecidos o da Ramada, Junco, Timabúba e o da Vila Pintada.
No ano de 1870, quando era conhecida como Sítio Boa Esperança e contava apenas com uma pequena casinha na penúltima década do século XIX. Em 1898, já tinha aproximadamente 26 casas de taipa e choupanas de palha espalhadas pelos cimos das elevações no terreno acidentado, aclives serranos do Martins. Justino Ferreira de Souza chegou em maio de 1898, que seria depois Justino de Boa Esperança, agricultor, arquiteto, homeopata, hoteleiro, sacristão, autoridade policial, animador. A primeira confiança nos destinos do futuro povoado que seria município, esquecido da existência humilde do povoado.A primeira morada construída por Justino era rebocada, caiada, no mesmo local onde nasceria a cidade. Antes nada existia. O cemitério foi feito em 1899.

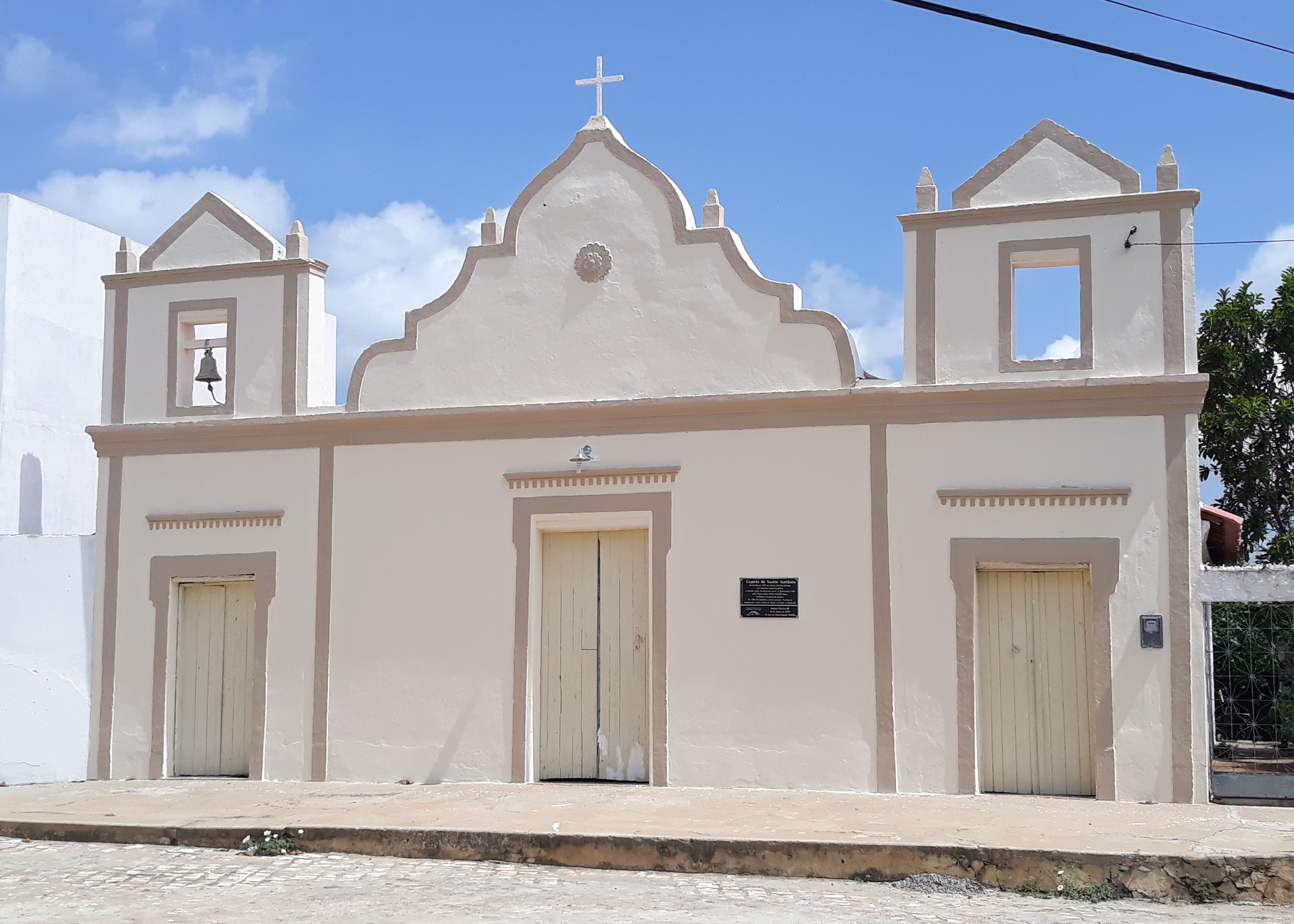
Antiga capela de Santo Antônio, construída em 1901

Em 1900, seu pensamento era construir a capela, porém a grande seca o impediu, só acontecendo em 1901, quando foi iniciada, ajudada pela esmola dos pobres que trabalhavam ao redor. Numa ocasião Francisco de Paulo, um pobre da região, vendeu o único alqueire de milho para reverter em auxílio da capelinha. Durante quatro anos todo o esforço possível foi compensado, a capela construída custou quatro contos de réis. Em 21 de fevereiro de 1902,foi celebrada a primeira missa, dita pelos padres Abidon Milanês e Tertuliano Fernandes, os serviços internos vieram de agosto de 1901 a fevereiro de 1902. Exteriormente findaram em agosto de 1905. Na festa de inauguração veio a banda de Catolé do Rocha, muito elogiada pelo mestre Justino. Seu Padroeiro é Santo Antônio.
Em 1903, foram iniciadas as feiras, sendo interrompidas em 1904 e reiniciadas em 1905, desaparecendo e só voltando em 1929. Durante esse período a população foi crescendo, adensando-se, ampliando o número de residências, plantações e interesses diversos. Em 1920, 81 casas com 327 moradores já estavam permanentes em Antônio Martins. Rotas de comboios, pista de subida para Martins e estrada tradicional para Mossoró. Em 1938, passou a distrito de Vila de Martins. O nome Demétrio Lemos surgiu no ano de 1943, denominação e homenagem ao coronel do exército Demétrio do Rego Lemos (1867-1843), natural de Martins e falecido no Rio de Janeiro.
Em 1943, Vila Boa Esperança era vila próspera e atraente, vitoriosa, anunciando o acesso municipal. Em 29 de outubro de 1948, inaugurou-se a estação da estrada de ferro de Mossoró ligando ao litoral norte-rio-grandense e a Souza, aos sertões paraibanos da Ribeira do Rio Peixe e para o Ceará.
Antônio Martins Fernandes de Carvalho (1905-1957) nasceu na cidade de Martins e faleceu no Moquém, distrito de Demétrio Lemos. Médico pela Faculdade do Rio de Janeiro em 1932, clínico em Martins e radiologista em Natal, prefeito de Portalegre em 1953, realizou útil e operosa administração, incompleta por haver como deputado federal Suplente, tomado parte nos trabalhos parlamentares, defendendo com entusiasmo e competência vários projetos proveitosos a zona oeste do Rio Grande do Norte. Era um homem fino no trato, acolhedor e amável, de grande comunicação e simpatia pessoal. Seu nome foi dado a Demétrio Lemos ou Boa Esperança, numa homenagem justa e sincera do amigo Jocelim Vilar, na época deputado.

## Geografia
De acordo com a divisão do Instituto Brasileiro de Geografia e Estatística (IBGE) vigente desde 2017, que agrupa os municípios em regiões geográficas, Antônio Martins pertence à região imediata de Pau dos Ferros, dentro da região intermediária de Mossoró. Até então, com a vigência das divisões em microrregiões e mesorregiões, fazia parte da microrregião de Umarizal, na mesorregião do Oeste Potiguar. Ocupa uma área de 244,897 km² (0,4637% do território potiguar) e se limita a norte com Martins, Frutuoso Gomes e Serrinha dos Pintos, a sul Pilões, Alexandria e João Dias, a leste Almino Afonso e Catolé do Rocha (Paraíba) e a oeste Marcelino Vieira e Pau dos Ferros. A cidade está distante 353 km de Natal, capital estadual, e a 2 092 km de Brasília, capital federal.
O relevo do município, com altitudes entre 200 e 400 metros, é constituído pelo Planalto da Borborema, onde se localizam as áreas de maior altitude, originárias do período Pré-Cambriano, e pela Depressão Sertaneja-São Francisco, que abrange terrenos de transição entre a Chapada do Apodi e o Planalto da Borborema. Antônio Martins está situado em área de abrangência de rochas metamórficas formadas durante o Pré-Cambriano médio, com idade entre um bilhão e 2,5 bilhões de anos. Predomina o solo podzolítico vermelho amarelo equivalente eutrófico, com drenagem bastante acentuada, relevo de suave a ondulado, alto nível de fertilidade e textura média, que pode ser ou não formada por cascalho. Há também, em porções menores, o luvissolo (solo bruno não cálcico) e os solos litólicos.
Esses solos são cobertos pela caatinga hiperxerófila, típica do sertão, sem folhas na estação seca, com espécies de pequeno porte e cactáceas. Entre as espécies mais encontradas estão o facheiro (Pilosocereus pachycladus), o faveleiro (Cnidoscolus quercifolius), a jurema-preta (Mimosa hostilis benth), o marmeleiro (Cydonia oblonga), o mufumbo (Combretum leprosum) e o xique-xique (Pilosocereus polygonus). Antônio Martins está situado na bacia hidrográfica do rio Apodi/Mossoró, sendo cortado pelos riachos Bom Água, Corredor, Mata Seca, da Picada e dos Porcos. Dentre os reservatórios, o maior é o açude Corredor, a sete quilômetros da cidade, construído pelo Departamento Nacional de Obras Contra as Secas (DNOCS) em 1914 e ampliado em 1984, com uma capacidade total para 4,643 milhões de metros cúbicos (m³).
O clima é semiárido (Bsh segundo Köppen), com chuvas concentradas no primeiro semestre do ano. O índice pluviométrico varia de 680 mm/ano no sítio Areias/Açude Corredor a quase 900 mm/ano na cidade. No sítio Areias, onde as medições são feitas desde julho de 1962, o maior acumulado de chuva em 24 horas chegou a 128,2 mm em 23 de março de 1981, enquanto na cidade, onde o monitoramento pluviométrico teve início somente em maio de 2004, esse recorde é de 110 mm em 8 de março de 2020, seguido por 102,5 mm em 29 de março de 2010. A partir de outubro de 2021, quando entrou em operação uma estação meteorológica automática da EMPARN na cidade, a menor temperatura foi de 16,3 °C em 25 de julho de 2024 e 2 de agosto de 2024, enquanto a maior chegou a 39,3 °C em 31 de outubro de 2023.
| Dados climatológicos para Antônio Martins                                                                      | Dados climatológicos para Antônio Martins | Dados climatológicos para Antônio Martins | Dados climatológicos para Antônio Martins | Dados climatológicos para Antônio Martins | Dados climatológicos para Antônio Martins | Dados climatológicos para Antônio Martins | Dados climatológicos para Antônio Martins | Dados climatológicos para Antônio Martins | Dados climatológicos para Antônio Martins | Dados climatológicos para Antônio Martins | Dados climatológicos para Antônio Martins | Dados climatológicos para Antônio Martins | Dados climatológicos para Antônio Martins |
| Mês | Jan                                       | Fev                                       | Mar                                       | Abr                                       | Mai                                       | Jun                                       | Jul                                       | Ago                                       | Set                                       | Out                                       | Nov                                       | Dez                                       | Ano                                       |
| --- | ----------------------------------------- | ----------------------------------------- | ----------------------------------------- | ----------------------------------------- | ----------------------------------------- | ----------------------------------------- | ----------------------------------------- | ----------------------------------------- | ----------------------------------------- | ----------------------------------------- | ----------------------------------------- | ----------------------------------------- | ----------------------------------------- |
| Temperatura máxima recorde (°C)                                                                                | 36,6                                      | 37,6                                      | 35,8                                      | 33,4                                      | 36,1                                      | 34,1                                      | 34,7                                      | 36,8                                      | 38,7                                      | 39,3                                      | 37,9                                      | 37,5                                      | 39,3                                      |
| Temperatura mínima recorde (°C)                                                                                | 19,6                                      | 20,2                                      | 19,9                                      | 19,6                                      | 19,1                                      | 18                                        | 16,3                                      | 16,3                                      | 17,8                                      | 18,8                                      | 20,5                                      | 19,3                                      | 16,3                                      |
| Precipitação (mm)                                                                                              | 69                                        | 92,6                                      | 176,8                                     | 166,5                                     | 77,4                                      | 37,7                                      | 24                                        | 4,7                                       | 2                                         | 3,1                                       | 4,5                                       | 20,6                                      | 678,9                                     |
| Fonte: EMPARN (médias de precipitação: 1962-2020 - Sítio Areias; recordes de temperatura: 29/10/2021-presente) |                                           |                                           |                                           |                                           |                                           |                                           |                                           |                                           |                                           |                                           |                                           |                                           |                                           |

## Demografia
A população de Antônio Martins no censo demográfico de 2022 era de 6 577 habitantes, com uma taxa média de diminuição de 0,4% ao ano em relação ao censo de 2010, sendo o 93° município em população do Rio Grande do Norte, apresentando uma densidade demográfica de 29,5 hab./km². De acordo com este mesmo censo, 54,79% dos habitantes viviam na zona urbana e 45,21% na zona rural. Ao mesmo tempo, 50,59% da população eram do sexo masculino e 49,41% do sexo feminino, tendo uma razão de sexo de aproximadamente 102 homens para cada cem mulheres. Quanto à faixa etária, 65,69% da população tinham entre 15 e 64 anos, 24,64% menos de quinze anos e 9,67% 65 anos ou mais.

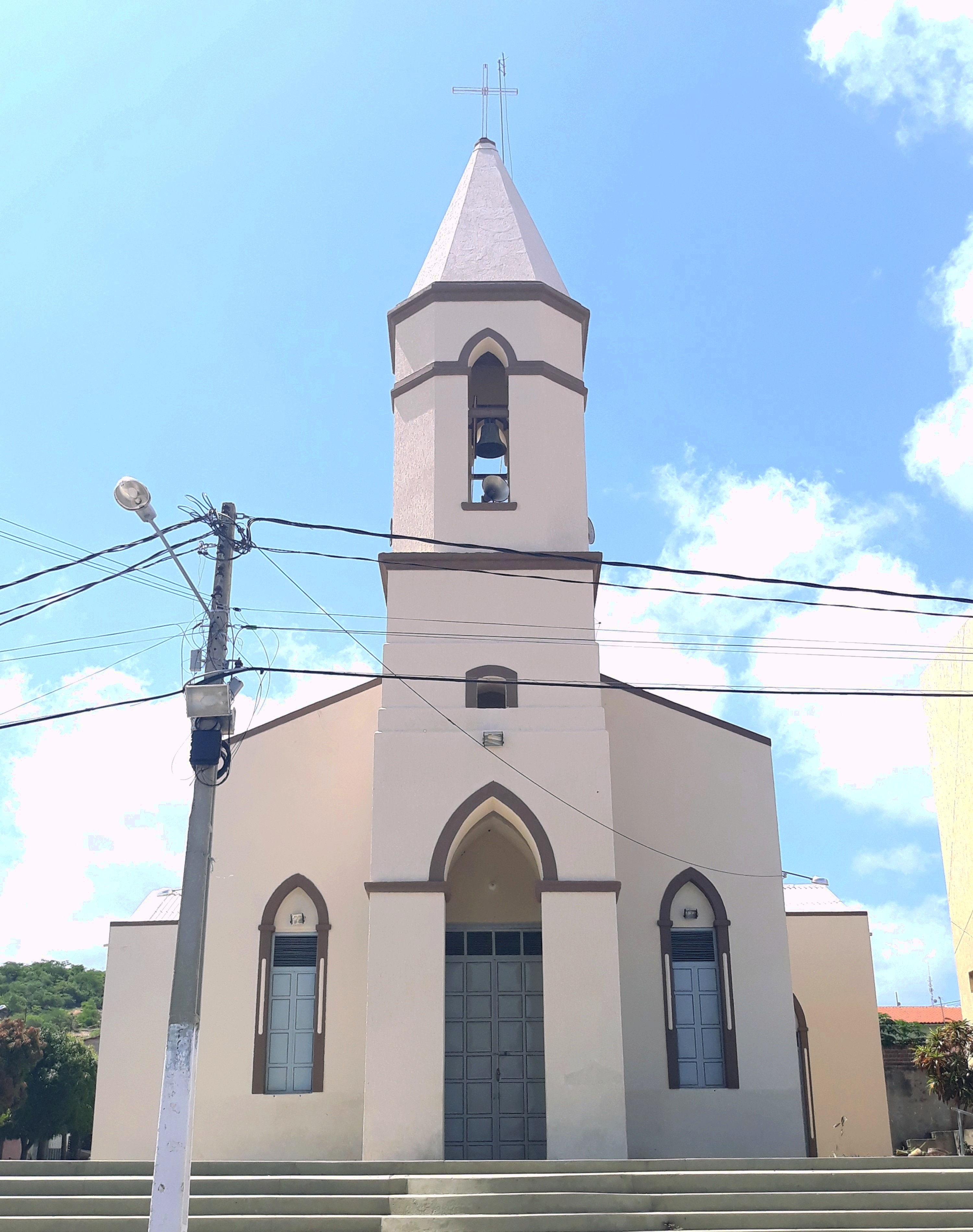
Igreja Matriz de Santo Antônio, sede da área pastoral homônima

Ainda segundo o mesmo censo, a população de Antônio Martins era formada por católicos apostólicos romanos (84,01%) e protestantes (10,69%). Outros 5,1% não tinham religião, incluindo-se aí os ateus (0,05%), 0,15% tinham religiosidade indeterminada. O padroeiro do município é Santo Antônio, cuja área pastoral, subordinada à Diocese de Mossoró, foi criada em 13 de junho de 2017, desmembrada da paróquia de Nossa Senhora da Conceição de Martins, abrangendo geograficamente os municípios de Antônio Martins, Frutuoso Gomes e João Dias. Antônio Martins também possui alguns credos protestantes ou reformados, sendo eles a Assembleia de Deus, Deus é Amor e as igrejas adventista, batista e presbiteriana.
Conforme pesquisa de autodeclaração do mesmo censo, 49,04% dos habitantes eram brancos, 47,04% pardos, 3,82% pretos e 0,14% amarelos. Todos os habitantes eram brasileiros natos (79,45% naturais do município) dos quais 98,88% naturais do Nordeste, 0,99% do Sudeste (1,33%) e 0,09% do Norte além de 0,04% sem especificação. Dentre os naturais de outras unidades da federação, a Paraíba tinha o maior percentual de residentes (2,61%), seguido por São Paulo (0,9%) e pelo Ceará (0,82%).
O Índice de Desenvolvimento Humano (IDH-M) do município é considerado baixo, de acordo com dados do Programa das Nações Unidas para o Desenvolvimento. Segundo dados do relatório de 2010, divulgados em 2013, seu valor era 0,578, estando na 139ª posição a nível estadual (em 167 municípios) e na 4 670ª a nível federal (de 5 565 municípios). Considerando-se apenas o índice de longevidade, seu valor é 0,760, o valor do índice de renda é 0,554 e o de educação 0,458. No período de 2000 a 2010, o índice de Gini reduziu de 0,57 para 0,51 e a proporção de pessoas com renda domiciliar per capita de até R$ 140 caiu 39,2%. Em 2010, 57% da população vivia acima da linha de pobreza, 25,9% abaixo da linha de indigência e 17,1% entre as linhas de indigência e de pobreza. No mesmo ano, os 20% mais ricos eram responsáveis por 53,1% no rendimento total municipal, valor quase 26 vezes superior ao dos 20% mais pobres, de apenas 2,1%.

## Política e administração

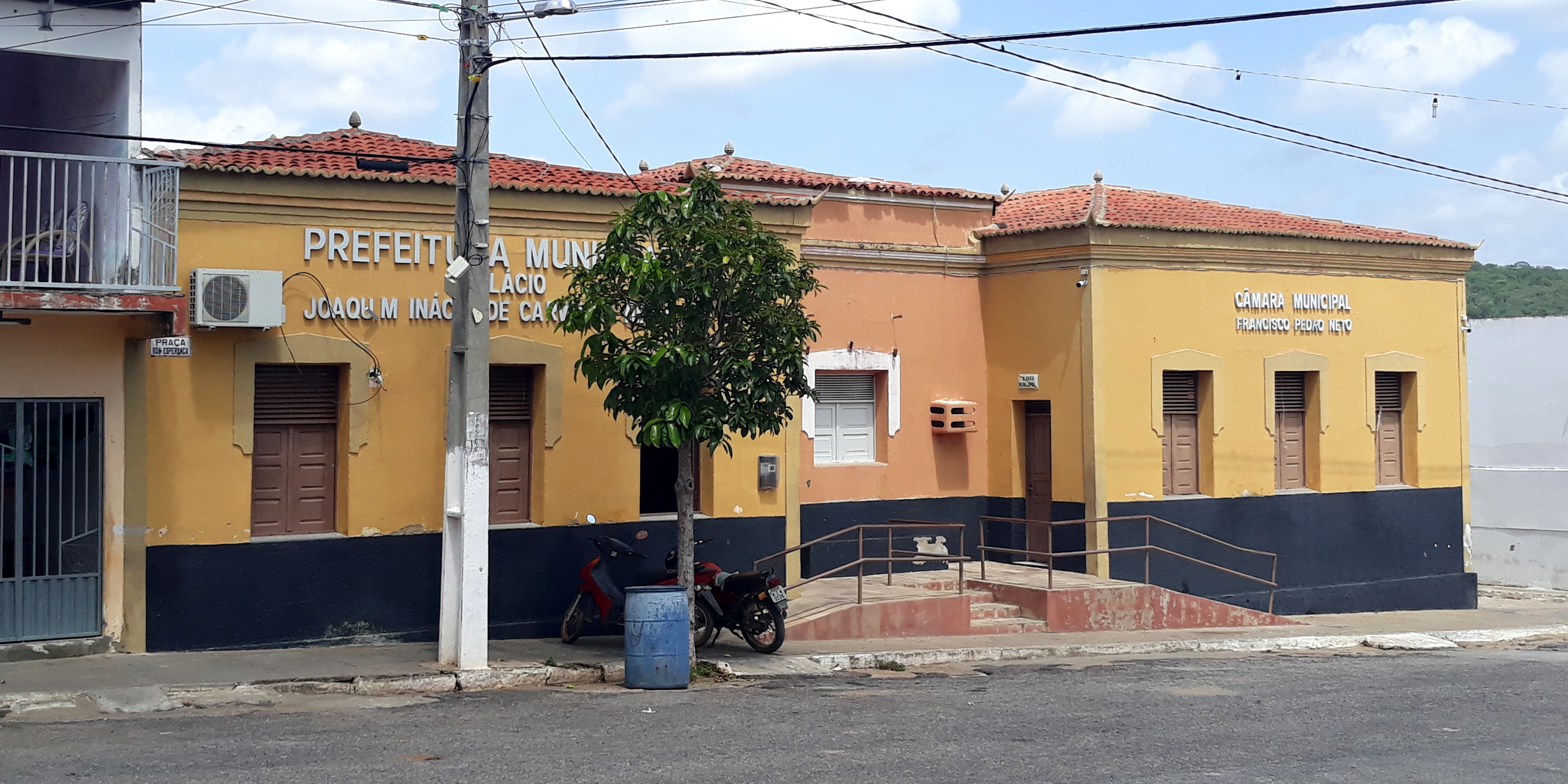
Palácios Joaquim Carvalho Neto (esquerda) e Francisco Pedro Neto (direita), que abrigam, respectivamente, a prefeitura (poder executivo) e a câmara de vereadores (legislativo)

A administração municipal se dá através dos poderes executivo e legislativo. O primeiro é representado pelo prefeito, auxiliado pelo seu gabinete de secretários. O primeiro prefeito constitucional de Antônio Martins foi Joaquim Inácio de Carvalho Neto, empossado em 1964, ano da instalação do município, e ainda exercendo o cargo por outros dois mandatos (1973 a 1977 e 1983 a 1989), e o atual é Jorge Vinicius de Oliveira Fernandes, do Partido Social Democrático (PSD), eleito nas eleições municipais de 2016 com 56,96% dos votos válidos.
O poder legislativo, por sua vez, é constituído pela câmara municipal, formada por nove vereadores. Cabe à casa elaborar e votar leis fundamentais à administração e ao executivo, especialmente o orçamento municipal (conhecido como Lei de Diretrizes Orçamentárias).
Existem também alguns conselhos municipais em atividade: alimentação escolar, assistência social, cultura, direitos da criança e do adolescente, direitos do idoso, educação, FUNDEB, habitação, saúde e tutelar. Antônio Martins se rege pela sua lei orgânica, promulgada em 3 de abril de 1990, e é um dos termos judiciários da comarca de Martins, de segunda entrância (o outro termo é Serrinha dos Pintos). De acordo com o Tribunal Superior Eleitoral, Antônio Martins pertence à 38ª zona eleitoral do Rio Grande do Norte e possuía, em dezembro de 2016, 5 948 eleitores, o que representa 0,248% do eleitorado estadual.

## Economia

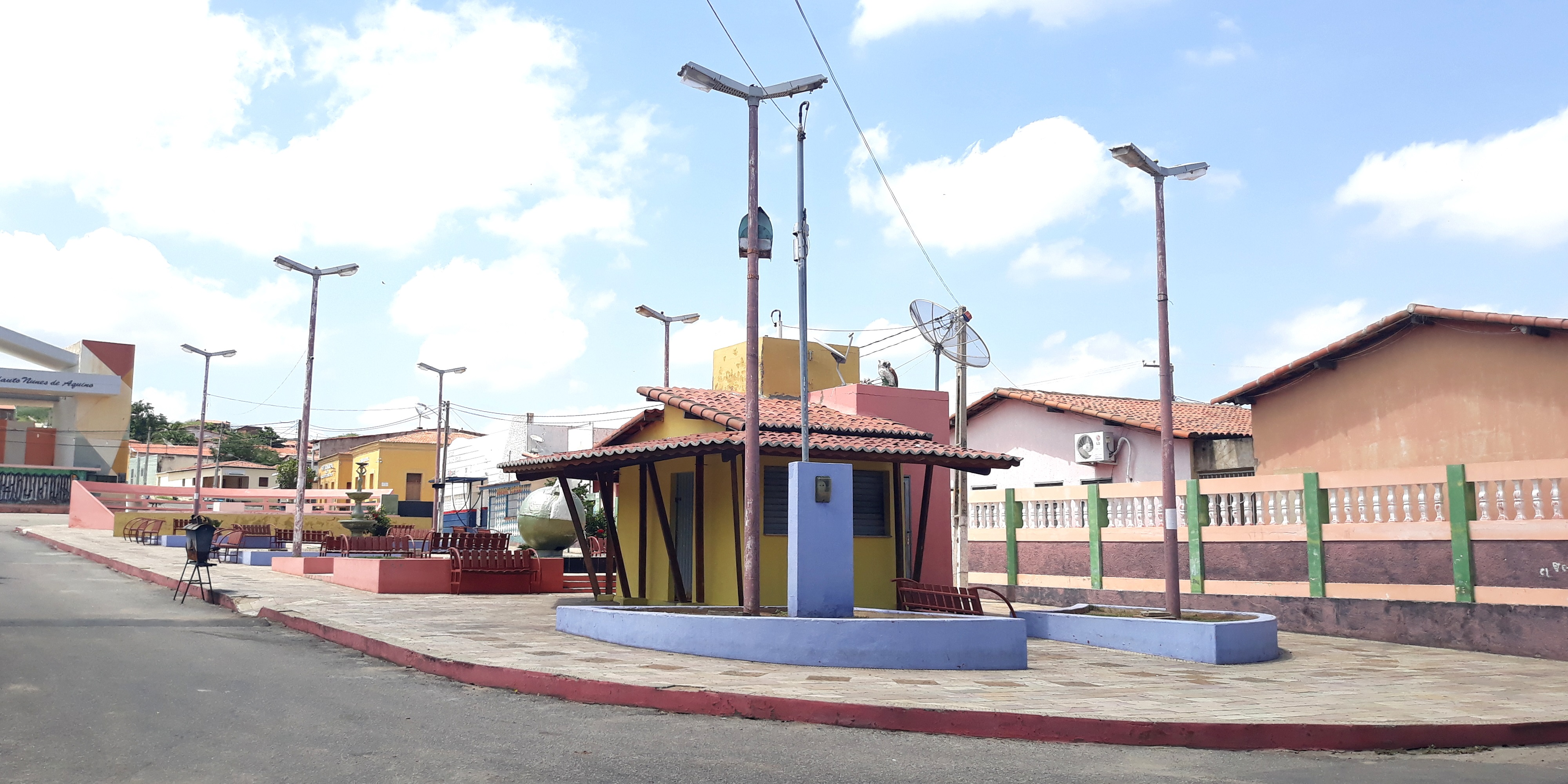
Praça Boa Esperança, no centro da cidade

Segundo o IBGE, o Produto Interno Bruto (PIB) do município de Antônio Martins em 2014 era de R$ 44 302 mil, dos quais R$ 29 161 mil da administração pública, R$ 8 761 mil do setor de serviços, R$ 2 501 mil do setor primário, R$ 2 278 mil da arrecadação de impostos e R$ 1 601 mil da indústria. O PIB per capita era de R$ 6 133,33.
Na lavoura temporária de 2015 foram produzidos cana de açúcar (330 t), milho (16 t), mandioca (14 t), batata-doce (14 t), feijão (7 t) e arroz (6 t), e na lavoura permanente coco-da-baía (dezesseis mil frutos), banana (80 t), manga (35 t) e goiaba (10 t). Na pecuária, o município possuía um rebanho de 10,5 mil galináceos (frangos, galinhas, galos e pintinhos), 4 200 bovinos, 1 500 ovinos, 1 500 caprinos, 1 100 suínos e duzentos equinos. Ainda na pecuária também foram produzidos 600 mil litros de leite de 1 100 vacas ordenhadas, 21 mil dúzias de ovos de galinha e 1 500 quilos de mel de abelha.
Em 2010, considerando-se a população municipal com idade igual ou superior a dezoito anos, 47,3% eram economicamente ativos ocupados, 45,8% inativos e 6,9% ativos desocupados. Ainda no mesmo ano, levando-se em conta a população ativa ocupada na mesma faixa etária, 38,7% trabalhavam na agropecuária, 35,93% no setor de serviços, 10,07% no comércio, 7,94% na construção civil, 3,57% em indústrias de transformação, 0,51% na utilidade pública e 0,3% em indústrias de extração.

## Infraestrutura

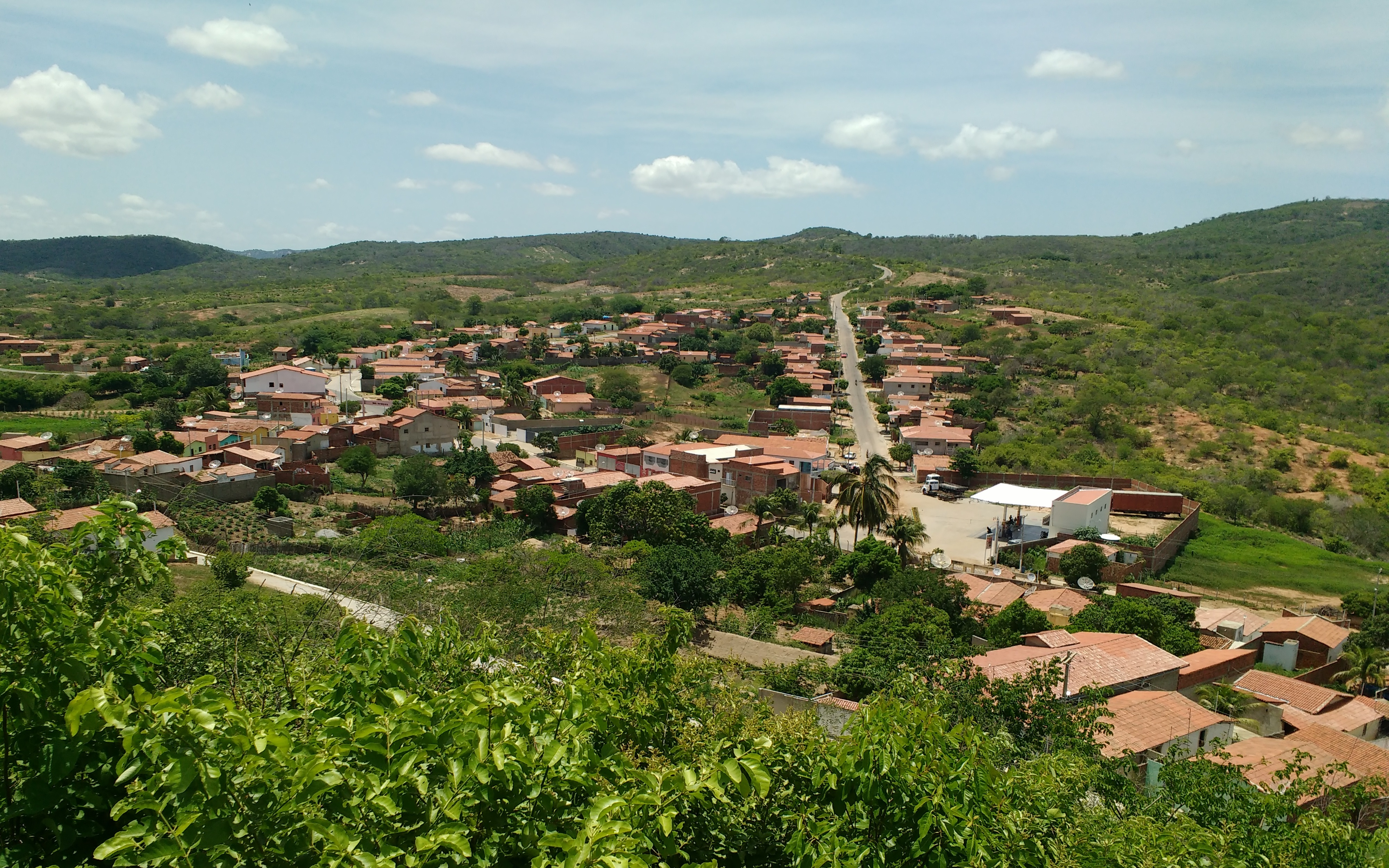
Vista parcial de Antônio Martins, com a rodovia estadual RN-077 ao meio, na saída para a cidade de João Dias

O serviço de abastecimento de água do município é feito pela Companhia de Águas e Esgotos do Rio Grande do Norte (CAERN). A empresa responsável pelo fornecimento de energia elétrica é a Companhia Energética do Rio Grande do Norte (COSERN). A voltagem da rede é de 220 volts. O código de área (DDD) é 084 e o Código de Endereçamento Postal (CEP) varia na faixa de 59870-000 a 59879-999. Em 2010, o município possuía 88,78% de seus domicílios com água canalizada e 99,19% com eletricidade, além de 51,97% com coleta de lixo. Ao mesmo tempo, 66,25% tinham somente telefone celular, 3,91% celular e fixo, 0,66% apenas telefone fixo e 29,18% não possuíam nenhum.
A frota municipal em 2016 era de 840 motocicletas, 387 automóveis, 107 motonetas, 88 caminhonetes, 35 caminhões, dez camionetas, oito micro-ônibus, seis utilitários e três ônibus, além de dez em outras categorias, totalizando 1 494 veículos. O município é cortado por uma rodovia federal, a BR-226, que liga Antônio Martins a Pau dos Ferros, Frutuoso Gomes e outros municípios, e pelas rodovias estaduais RN-077 (acesso à cidade de João Dias) e RN-117 (liga Antônio Martins a Alexandria). Antônio Martins possui ainda uma estação ferroviária, inaugurada em 1949, de uma antiga estrada de ferro que ligava Mossoró, no Rio Grande do Norte, a Sousa, na Paraíba, hoje desativada.

### Saúde
A rede de saúde de Antônio Martins dispunha, em 2009, de oito estabelecimentos, todos públicos e municipais. Em abril de 2010, a rede profissional de saúde era constituída por 22 médicos, dezesseis auxiliares de enfermagem, seis enfermeiros, quatro cirurgiões-dentistas, dois farmacêuticos e dois técnicos de enfermagem, totalizando 52 profissionais. Segundo dados do Ministério da Saúde, seis casos de AIDS foram registrados em Antônio Martins entre 1990 e 2015 e, entre 2001 e 2012, foram notificados 178 casos de dengue.
Em 2010, a expectativa de vida era de 70,6 anos, sendo a taxa de fecundidade de 2,3 filhos por mulher e a taxa de mortalidade infantil em até um ano de idade de 24,9 por mil nascidos vivos (26,8 até cinco anos). No mesmo ano, 99,6% das crianças menores de um ano de idade estavam em dia com a carteira de vacinação e 97,6% das crianças do município com idade inferior a dois anos foram pesadas pelo Programa Saúde da Família, 0,9% delas desnutridas. O município pertence à VI Regional de Saúde Pública (VI URSAP) do Rio Grande do Norte, sediada em Pau dos Ferros.

### Educação
| 2005 | 2,1 | 2,2 |
| 2007 | 2,8 | 2,6 |
| 2009 | 3,1 | 2,4 |
| 2011 | 3,5 | 2,7 |
| 2013 | 3,8 | 2,7 |
| 2015 | 4,4 | 3,7 |

Antônio Martins possuía uma expectativa média de 8,73 anos de estudos em 2010, valor abaixo da média estadual (9,54 anos), ao passo que a taxa de alfabetização da população acima dos dez anos indicada pelo último censo demográfico do mesmo ano foi de 71,2% (78,3% para as mulheres e 64,2% para os homens). A taxa de conclusão do ensino fundamental, entre jovens de 15 a 17 anos, era de 36,3% e o percentual de conclusão do ensino médio (18 a 24 anos) de 28%.
O percentual de crianças de cinco a seis anos na escola era de 93,05% e de onze a treze anos cursando o fundamental de 77,42%. Entre os jovens, a proporção na faixa de quinze a dezessete anos com fundamental completo era de 36,43% e dezoito a vinte anos com ensino médio completo de apenas 28,4%. Considerando-se apenas a escolaridade da população com idade igual ou superior a 25 anos, 30,96% não sabiam ler ou escrever, 23,52% haviam concluído o fundamental, 13,81% tinham ensino médio completo e apenas 3,12% concluído o ensino superior.
Em 2015, a distorção idade-série ou defasagem entre alunos do ensino fundamental, ou seja, com idade superior à recomendada, era de 29,6% para os anos iniciais e 48,2% nos anos finais, chegando a 53% no ensino médio. No mesmo ano o município possuía uma rede de 22 escolas de ensino fundamental (com 67 docentes), quatorze do pré-escolar (dezenove docentes) e uma de ensino médio (dez docentes), com um total de 1 447 matrículas.

### Comunicação
A cidade de Antônio Martins/RN conta com uma web rádio que opera em formato digital, é a Rádio Maroca, pertencente ao grupo Venceslau, dirigida pelo jornalista e radialista Fábio Venceslau de Souza Júnior, Registro Profissional - RG: 2091/RN, toda a programação é educativa, musical e pode ser ouvida através de vários aplicativos disponíveis nas plataformas on-line.
A Rádio Maroca foi a primeira web rádio da cidade de Antônio Martins/RN, fundada no dia 07 de Novembro do ano 2017, com os estúdios na Avenida Venceslau José de Souza, no Bairro Alto da Ema. Maroca era o apelido de Dona Maria Ambrozina da Conceição, esposa do saudoso Vereador Venceslau José de Souza, o nome da emissora foi escolhido em sua homenagem, pelo fato de que a residência da mesma foi uma das primeiras casas a possuir rádio, reunindo um grande número de pessoas para ouvir no alpendre de sua casa, chegando a ser ponto de encontro.
Na era digital do rádio, outras emissoras no formato web também já apresentaram programação na terra da boa esperança:
- Rádio Portal Boa Esperança - (Desativada)
- Rádio Antoniomartinense - (Desativada)
- Rádio Estação Múquem - (Desativada)
- Rádio Princesinha - (Alterou sua localização em 2023 para a cidade de João Pessoa-PB)

Antônio Martins/RN também já teve projetos para estações de rádios em frequência modula (FM), porém, não conseguiram concessão legal, foram elas:
- Rádio FM São José - Projeto do Vereador Nildo Paiva (In memoriam)
- Rádio Esperança - Projeto da Fundação Boa Esperança de Cultura
- Rádio Casa Grande - Sítio Viramundo - Zona Rural
- Rádio Caripina - Alto da Ema (Operou como web rádio)
- Rádio Fox - Sitio Raposa - Zona Rural (Operou como web rádio)

SINAL DE TV: Repetidora no Mirante e Santuário São José - Canais UHF/VHF (Rede Globo/Tv Cabugi/Sbt/Record e Tv Diário)